# Еспрогі
Еспрогі (ісп. Ezprogui) — муніципалітет в Іспанії, у складі автономної спільноти Наварра. Населення — 54 особи (2009).
Муніципалітет розташований на відстані близько 310 км на північний схід від Мадрида, 33 км на південний схід від Памплони.
На території муніципалітету розташовані такі населені пункти: (дані про населення за 2009 рік)
- Аєса: 47 осіб
- Моріонес: 7 осіб

## Демографія
Динаміка населення (INE ):

## Галерея зображень

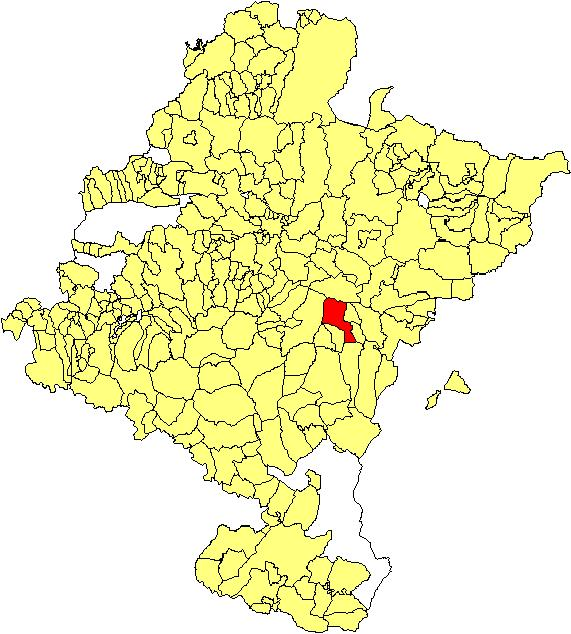
Розташування муніципалітету
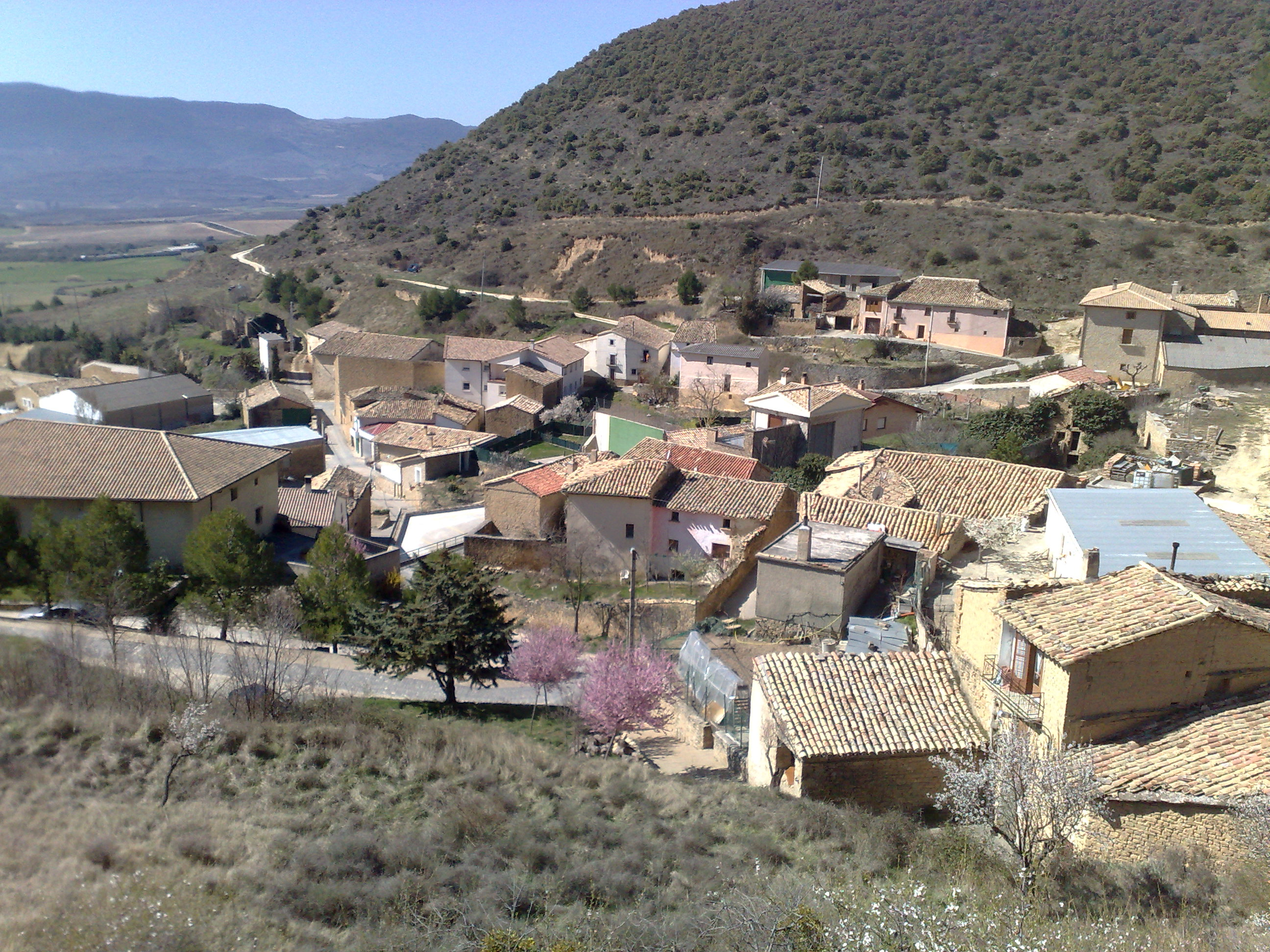
Аєса